# Atrichodendron
Atrichodendron é um género botânico pertencente à família Solanaceae.